# Regió Nord (Malawi)
La Regió Nord de Malawi, amb una població de 2.289.780 habitants (2018), té una superfície de 26.931 km². La seva capital és Mzuzu. És la més petita i menys poblada de les tres regions en què es divideix Malawi.

## Geografia
La regió limita al nord amb Tanzània, a l'est amb el llac Malawi, al sud amb la Regió Central i a l'oest amb Zàmbia. És la regió de Malawi menys poblada. A més de les llengües oficials anglès i chichewa, el chitumbuka, una llengua bantú, és parlada principalment per entre 750.000 i 1.000.000 de persones del poble Tumbuka.

## Administració
Dels 28 districtes de Malawi, 6 es troben a la Regió Nord: Chitipa, Karonga, Likoma, Mzimba, Nkhata Bay i Rumphi.
A més de les parts continentals de Malawi, la regió Nord també inclou les illes de Chizumulu i Likoma, a toca de Moçambic, al llac Malawi, que formen el districte de Likoma.
Els districtes estan dirigits per un Comitè de Desenvolupament de Districte (DDC) presidit per un Comissari de Districte. La presa de decisions polítiques té lloc de manera descentralitzada en aquests districtes i en les dues ciutats més grans, Mzuzu i Karonga, en les anomenades assemblees de ciutat, però no a nivell regional.

## Població
Segons el cens del 2018 de Malawi la distribució de la població de la Regió Nord per grup ètnic era la següent:
- 68.4% Tumbuka
- 10.6% Tonga
- 6.9% Nkhonde
- 4.0% Chewes
- 4.2% Lambyes
- 3.9% Ngonis
- 2.7% Sukwes
- 1.3% Lomwe
- 1.1% Wa yao
- 0.2% Senes
- 0.1% Mang'anja
- 5.1% Altres

## Economia
La gent de la Regió Nord viu principalment de l'agricultura i el cultiu del tabac. L'única indústria present a la regió és la mina d'urani Kayelekera, inaugurada oficialment el 17 d'abril de 2009, que es troba a 52 km a l'oest de Karonga. S'estima que en els primers onze anys de vida de l'explotació es van extreure 1.500 tones d'òxid d'urani anuals que proporcionaren uns ingressos de 120 milions de dòlars americans a l'any, cosa que significa que l'urani representaria al voltant del 15% de les exportacions totals. Diverses ONG han assenyalat els problemes i perills que genera de la mineria d'urani.
Les exportacions de tabac continuen sent la principal font de divises per a l'economia de Malawi. Les zones de cultiu de tabac a la regió nord es troben majoritàriament a l'oest de la ciutat de Mzuzu, cap a la frontera amb Zàmbia. El cafè i el te, en canvi, es conreen principalment a les terres altes. Les primeres plantes de cafè van arribar a Malawi el 1878, però no va ser fins a la dècada de 1920 que els petits agricultors africans van començar a participar en la producció de cafè. El cultiu del cafè es va popularitzar durant la dècada de 1950, quan el govern de Malawi va distribuir plàntules als petits agricultors dels turons de Misuku, al districte de Chitipa. Això va portar a la formació de la Misuku Coffee Growers Cooperative Society el 1957, en la què els agricultors, entre altres coses, col·laboraren en la comercialització de cafè verd. Es van estendre exemples similars, de manera que avui el cafè és cultivat principalment per petits agricultors als districtes de Chitipa, Rumphi, Mzimba i Nkhata-Bay i una empresa de torrat de cafè a Mzuzu ara produeix cafè d'alta qualitat per al mercat internacional.
A la riba del llac Malawi hi ha un incipient turisme, així com a les dues illes del districte de Likoma. El parc nacional de Nyika i la reserva de caça del pantà de Vwaza són altres atraccions turístiques.